# アレクサンダー・ジェイミソン
アレクサンダー・ジェイミソン（Alexander Jamieson, 1782年 - 1850年7月6日）は、スコットランド生まれの著述家、教育者。『ジェミーソン星図』の名で知られる星図 Celestial Atlas の作者として知られる。

## 生涯
アレクサンダー・ジェイミソンは、1782年にスコットランドのビュート島にある港町ロスシーで生まれた。1821年から1823年にかけてアバディーンのマリスカル大学で修士と法学博士の学位を得た後、1825年にはケンブリッジのセントジョンズカレッジの成人学生となった。しかしながら、彼がケンブリッジで生活したり学位を得た形跡はなく、社会人人生のほとんどをロンドン周辺で作家、教育者、アクチュアリーとして過ごした。1820年に、ロンドン西中央部のケンジントンで同じ出版社を使っていたフランシス・サトル (Frances Thurtle) と結婚、またその頃に自身の学校を設立した。1824年にミドルセックスのヘストンに学校を移転、さらに1826年にサイオンレーン (Syon Lane) へ移転し、そこで12年間教育活動に勤しんだ。しかし、1838年に破産を宣告され、学校を畳まざるを得なかった。その後はアクチュアリーとして働いたが、晩年は貧困と低い身分に身を落とし、1848年と1849年には脳卒中に襲われている。夫婦で1849年8月にベルギーのブルージュへ居を移し、1850年7月6日、その地で他界した。

## 『ジェミーソン星図』
彼の名を後世に遺した『ジェミーソン星図』 (Celestial Atlas) は、1822年2月に初版、同年9月に第2版が発行された。彼は、当時人気のあったフランスのジャン・ニコラ・フォルタン（英語: Jean Nicolas Fortin）やドイツのヨハン・ボーデの星図のイギリス版を作成しようと考え、彼らのやり方を模倣した。
星図には30枚のプレートが収められていた。赤緯-37°から-42°の辺りまでカバーした26枚のプレートと、2枚の南天・北天の半球を示したプレート、天測航法の助けとなる北半球の明るい星々を示したプレート、月・金星・木星・土星の図表から構成された。各プレートは幅約9インチ、高さ約7インチで、ジェイミソンはもっと大きなものを作成したかったがコストの問題から縮小したと序文で述べている。100余りの星座が含まれており、その内容はボーデのウラノグラフィアとほぼ同じであるが、ジェイミソン自身が考案したナイルの水位計座、ふくろう座、日時計座の3つが含まれている。
ジェイミソンは、この星図の出版により1826年5月12日にロンドン天文学会（現在の王立天文学会）の会員に選出されたが、1833年2月6日には辞任している。
1824年11月には、星図に描かれたこれらの星座の絵をほぼ完全に模倣したいわば海賊版の『ウラニアの鏡』というカードが販売され、人気を博した。

## 『ジェミーソン星図』の一部

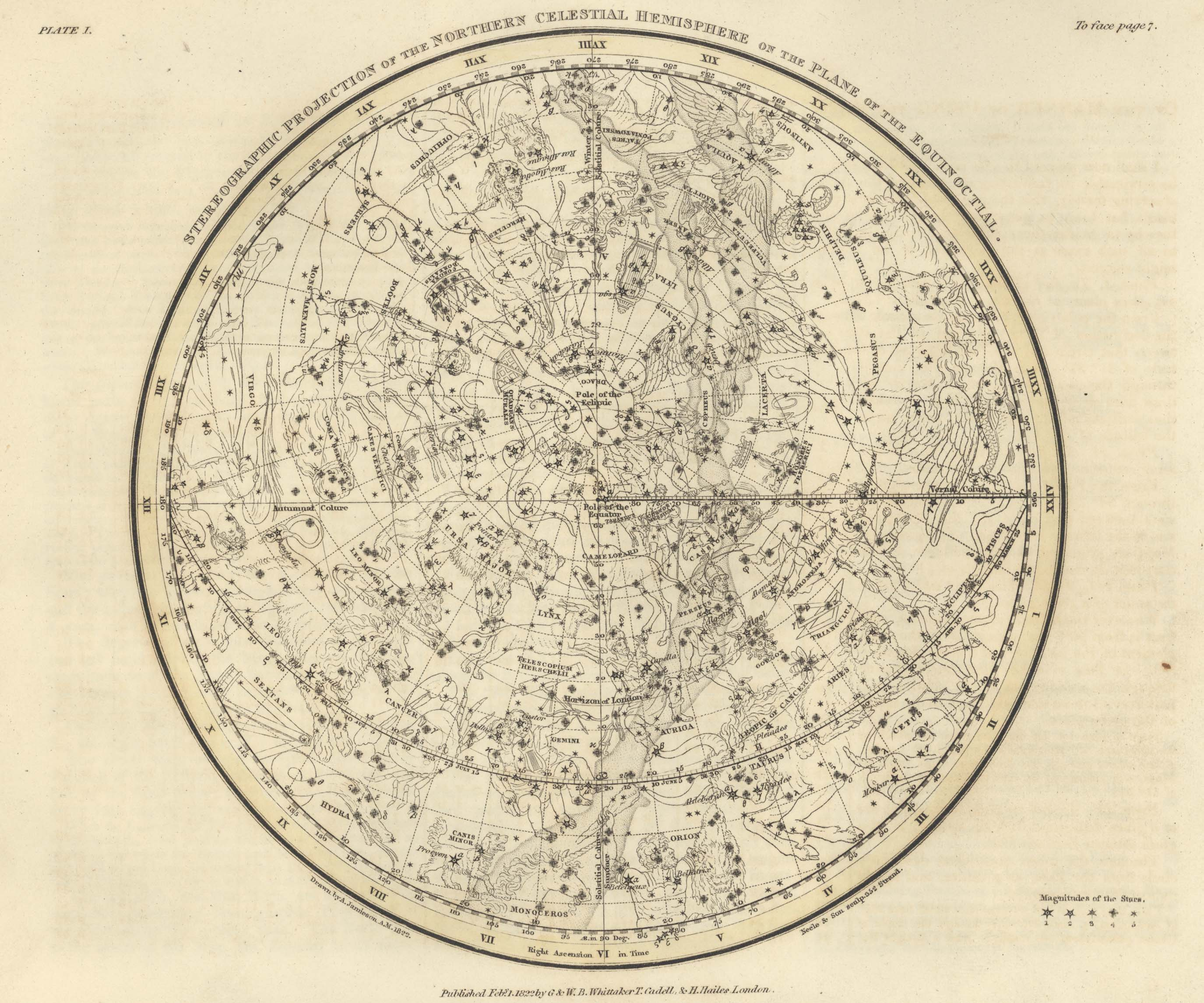
北天図
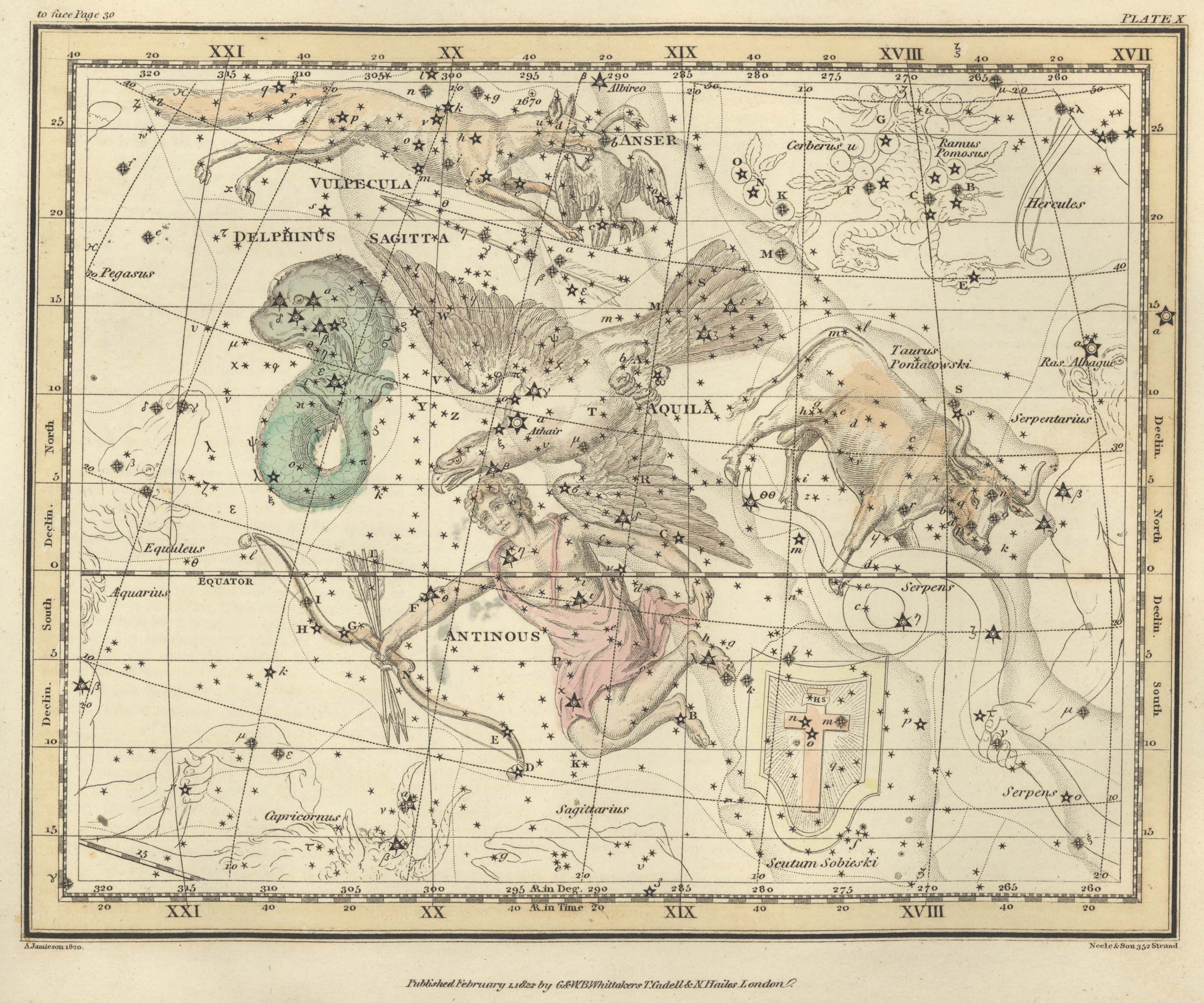
わし座、いて座、など
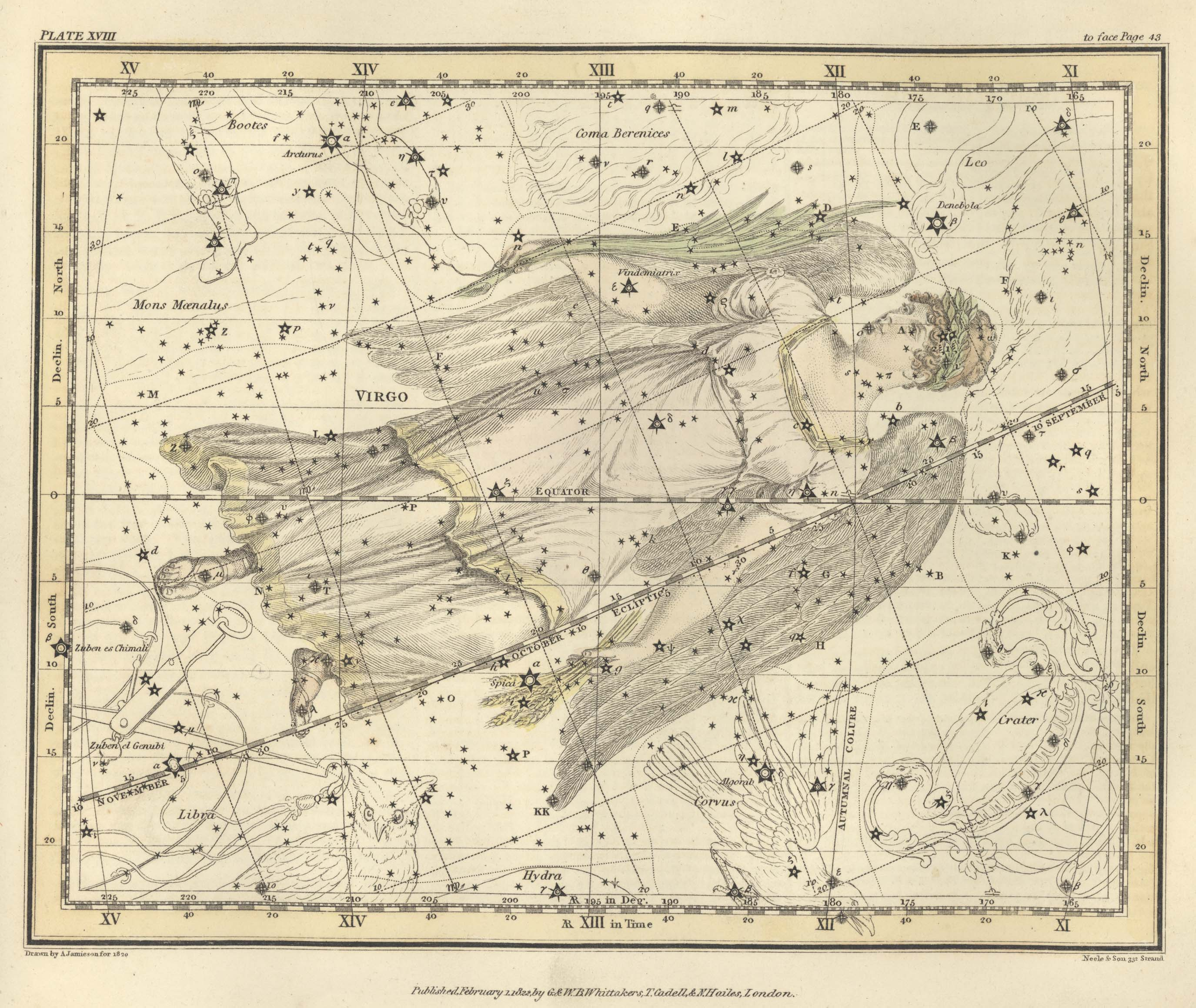
おとめ座　からす座
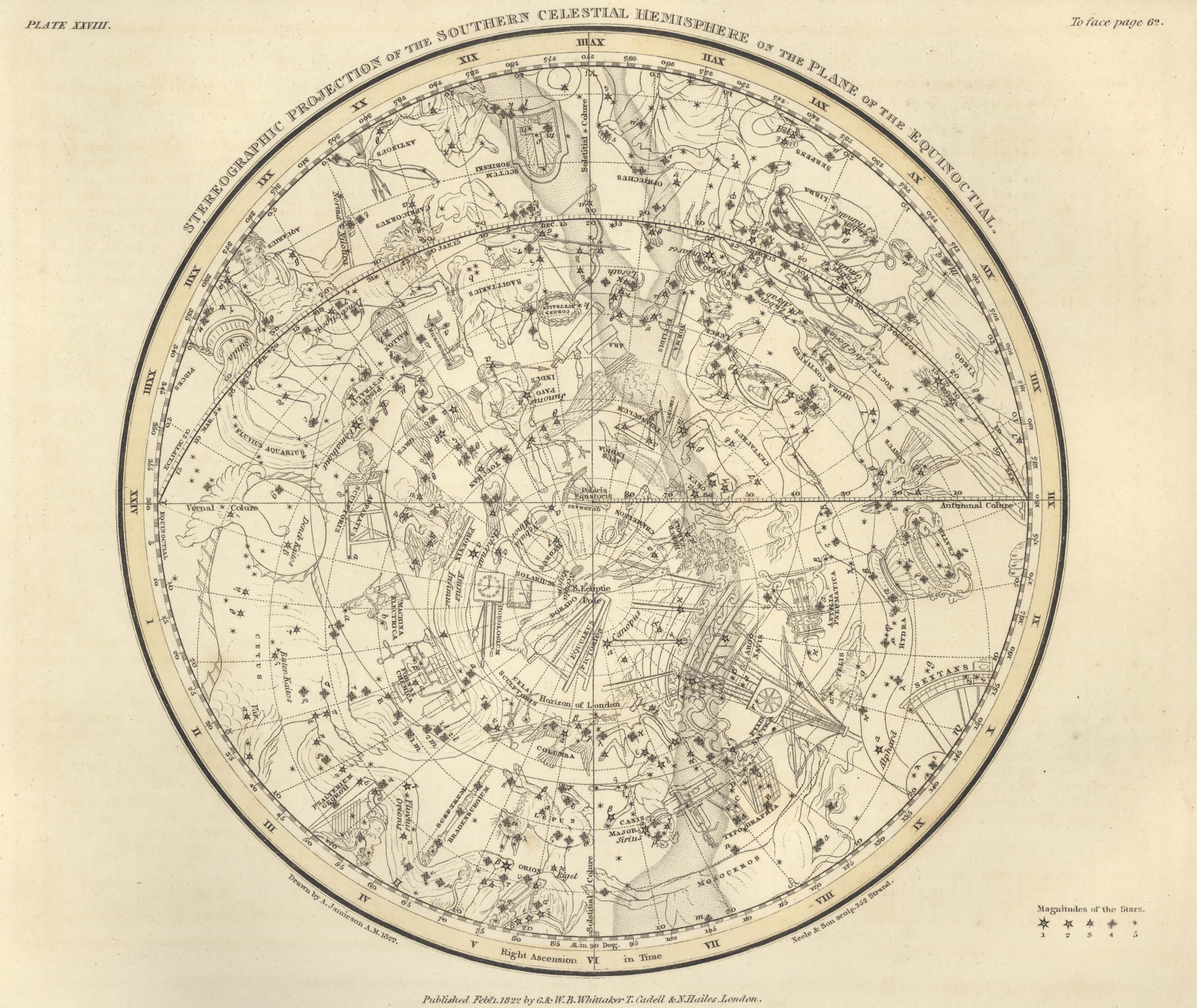
南天図